# Stoßdorfer See
Der Stoßdorfer See (auch Stöbritzer See genannt) ist ein 98,7 Hektar großes, künstlich angelegtes Gewässer im Lausitzer Seenland. Er ist nach dem devastierten Ort Stoßdorf benannt.

## Lage
Der See liegt in der Niederlausitz zwischen den Städten Luckau und Calau. Nördlich liegt der Luckauer Ortsteil Willmersdorf-Stöbritz, östlich der Lübbenauer Ortsteil Groß Beuchow, im Süden der weitere Luckauer Ortsteil Schlabendorf am See gefolgt von Egsdorf im Westen, ein weiterer Ortsteil von Luckau. Der See besitzt einen ebenfalls künstlich angelegten Zufluss im Südwesten, den Zinnitzer Ableiter, der Wasser aus dem südöstlich gelegenen Schlabendorfer See in das Gewässer zuführt. Nach Norden besteht ein Abfluss in die Wudritz, einem linken Nebenfluss der Spree.

## Geschichte

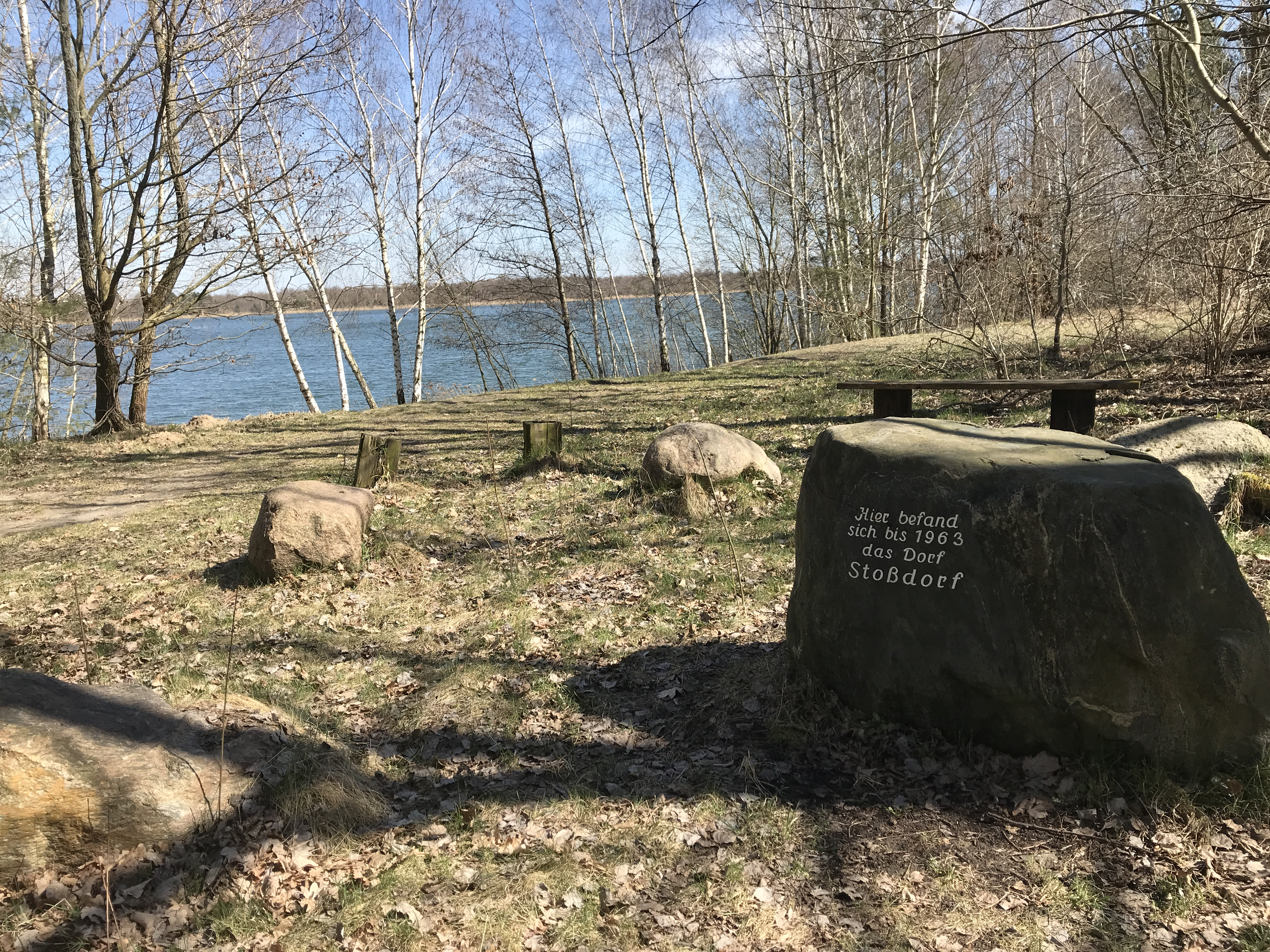
Findling am Seeufer

Auf der Gemarkung wurde im Jahr 1527 erstmals urkundlich ein Dorf erwähnt. Dieses wurde im Jahr 1964 devastiert, um im Tagebau Schlabendorf-Nord Braunkohle zu fördern. Diese Lagerstätte wurde im Zeitraum von 1940 bis 1960 erkundet. Der Aufschluss erfolgte 1960 von der Nord-Ost-Ecke. Bereits im Jahr 1966 entstand der Stoßdorfer See. Hierbei wurde Grundwasser genutzt sowie Wasser aus dem Schlabendorfer See in das Restloch C eingeleitet. Dabei blieb ein Teil der Landschaft als Insel erhalten. Der Tagebau wurde im Jahr 1977 stillgelegt und nach der Wende saniert. Von 1993 bis 1997 erfolgte eine Befestigung der Kippenböschungen sowie der Insel durch Sprengverfahren. Die kippenseitigen Uferbereiche wurden durch Rütteldruck verdichtet, ebenso die vier kippenseitigen Landzungen. Um einen späteren Badebetrieb zu ermöglichen, fanden Erdbauarbeiten an der Böschung statt. Anschließend wurden die Randbereiche rekultiviert.

## Naturraum
Das Ostufer steht als Naturschutzgebiet Ostufer Stoßdorfer See unter besonderem Schutz. Auf 165,70 Hektar wechseln sich trockene Heiden mit offenen Grasflächen ab, auf denen Silbergras und Straußgräser auf Binnendünen gedeihen. Hinzu kommen subkontinentale, basenreise Sandrasen. Der See gilt als mesotroph mit einem Vorkommen an Armleuchteralgengrundrasen; ebenso wurde der Biber nachgewiesen. Auf der Insel befindet sich die größte Lachmöwenkolonien des Landes. Sie dient weiterhin als Brutplatz für Flussseeschwalben, Schwarzkopfmöwen und verschiedene Gansarten. Im Uferbereich befinden sich Röhrichtbestände und Schwimmblattzonen.

## Freizeitmöglichkeiten
An der Nord- und Westseite wird Angelsport betrieben. Im See wurden Aale, Barsche, Brassen, Hechte, Karpfen, Rotaugen, Rotfedern, Schleie, Welse und Zander nachgewiesen. Am See führt der Fürst-Pückler-Weg entlang.